# بيتر مولر (لاعب هوكي الجليد)
بيتر مولر هو لاعب هوكي الجليد سويسري، (ولد في سويسرا 1896 – 1974 م).

## وصلات خارجية
- بيتر مولر على موقع EliteProspects.com (الإنجليزية)
- بيتر مولر على موقع Eurohockey.com (الإنجليزية)
- بيتر مولر على موقع أوليمبيديا (الإنجليزية)